# معركة سانت كوينتين (1871)
وقعت معركة سانت كوينتين خلال الحرب الفرنسية البروسية التي هزمت فيها القوات البروسية محاولات فرنسية لتخفيف المدينة المحاصرة في باريس.
وبينما حاصرت الجيوش البروسية باريس بقيادة فيلهلم الأول، تم إرسال الجيش البروسي الأول، تحت قيادة أغسطس كارل فون جوبين للتعامل مع القوات الفرنسية شمال باريس. وبعد أن تم التحقق من محاولة أولى لتخفيف باريس في معركة بابومي، كان الفرنسيون يخططون لجهود إغاثة أخرى.
سار فون جويبن في جيشه شمالًا والتقى بالجيش الفرنسي غير النظامي تحت قيادة الجنرال لويس فيدرب بالقرب من سانت كوينتين. وفي 19 يناير هاجم البروسيون القوات الفرنسية وهزموها بشكل حاسم. في نفس اليوم حاول الجنرال تروشو اختراق باريس لكنه هُزم أيضًا. لن يتم القيام بمحاولات مهمة أخرى لرفع حصار باريس.